# Anarchita aptera
Anarchita aptera är en insektsart som först beskrevs av Bolívar, I. 1902.  Anarchita aptera ingår i släktet Anarchita och familjen Pyrgomorphidae. Inga underarter finns listade i Catalogue of Life.